# Furongià
| ⇦ CAMBRIÀ ⇨ |              |                |             |                                                                        |
| Període     | Sèrie        | Estatge        | Edat (Ma)   | EGL                                                                    |
| Cambrià     | Furongià     | Desè estatge   | ~ 489,5     | Estratotip Global de Límit encara per definir                          |
| Cambrià     | Furongià     | Jiangshanià    | ~ 494       | Estratotip Global de Límit: Secció B de Duibian (Zhejiang, Xina)       |
| Cambrià     | Furongià     | Paibià         | ~ 497       | Estratotip Global de Límit: Secció de Paibi (Hunan, Xina)              |
| Cambrià     | Miaolingià   | Guzhanguià     | ~ 500,5     | Estratotip Global de Límit: Secció de Luoyixi (Hunan, Xina)            |
| Cambrià     | Miaolingià   | Drumià         | ~ 504,5     | Estratotip Global de Límit: Esquistos de Wheeler (Utah, Estats Units)  |
| Cambrià     | Miaolingià   | Wuliuà         | ~ 509       | Estratotip Global de Límit: Secció de Wuliu-Zengjiayan (Guizhou, Xina) |
| Cambrià     | Segona sèrie | Quart estatge  | ~ 514       | Estratotip Global de Límit encara per definir                          |
| Cambrià     | Segona sèrie | Tercer estatge | ~ 521       | Estratotip Global de Límit encara per definir                          |
| Cambrià     | Terranovià   | Segon estatge  | ~ 529       | Estratotip Global de Límit encara per definir                          |
| Cambrià     | Terranovià   | Fortunià       | 541,0 ± 1,0 | Estratotip Global de Límit: Secció de Fortune Head (Terranova, Canadà) |

|-
El Furongià ([furonkià]) és la quarta i última sèrie del Cambrià. Comprèn el temps entre fa ~ 497 milions d'anys i fa 485,4 ± 1,9 milions d'anys. Segueix el Miaolingià i precedeix l'estatge Tremadocià, de l'Ordovicià inferior. Es divideix en tres estatges: el Paibià, el Jiangshanià i el desè estatge del Cambrià, que encara no té nom.

## Etimologia
En el passat, el Furongià fou conegut com a «quarta sèrie» del Cambrià. El nom actual substituí l'antiga denominació de «Cambrià superior» i equival al nom local «Hunanià». El nom «Furongià» fou ratificat per la Comissió Internacional d'Estratigrafia el 2003. Furong (芙蓉), que significa «lotus» en xinès, es refereix a Hunan, coneguda com a «província del lotus».